# تفجير كولب
وقع تفجير كولب في 12 سبتمبر 2019 في كولب بمحافظة ديار بكر في تركيا حين أصابت قنبلة مزروعة على الطريق سيارة تقل عمالًا، مما أسفر عن مقتل 7 مدنيين وإصابة 10، وأصيب اثنان بجروح خطيرة. قالت وزارة الداخلية التركية إن حزب العمال الكردستاني كان وراء الهجوم.